# Szalay Sándor-díj
Szalay Sándor-díjat adományozhat az Eötvös Loránd Fizikai Társulat annak, aki az atom-vagy atommagfizikában, illetve ezek interdiszciplináris alkalmazási területén kimagasló eredményt ért el. A díj névadója Szalay Sándor (1909–1987) magfizikus, akadémikus, a magyarországi magfizikai kutatások megteremtője.

## A díjazottak
- 1994 Kövér Ákos
- 1995 Raics Péter
- 1996 Wolf György
- 1997 -
- 1998 -
- 1999 Végh János
- 2000 Sulik Béla
- 2001 Ricz Sándor
- 2002 -
- 2003 Sudár Sándor
- 2004 Gulyás László
- 2005 -
- 2006 Tímár János
- 2007 -
- 2008 Tőkési Károly
- 2009 -
- 2010 Gál János
- 2011 Tárkányi Ferenc
- 2012 -
- 2013 Elekes Zoltán
- 2014 Kertész Zsófia
- 2015 -
- 2016 -
- 2017 Juhász Zoltán